# Hosatti, Gokak
Hosatti là một làng thuộc tehsil Gokak, huyện Belgaum, bang Karnataka, Ấn Độ.